# Já, porota
Já, porota (v originále I, the Jury) je detektivní román amerického spisovatele Mickey Spillaneho, vydaný roku 1947, ve kterém poprvé vystupuje jeho hrdina, soukromý detektiv Mick Hammer. Česky vyšel až v roce 1991 v překladu Jana Kristka v nakladatelství Dnes.

## Děj
Příběh se odehrává v roce 1944 v New Yorku.

## Zfilmování
- První filmová verze byla natočena roku 1953 v režii Harryho Essexe s Biffem Elliotem v roli Mika Hammera, Prestonem Fosterem v roli kapitána Pata Chamberse a s Peggie Castleovou v roli Charlotty Manningové. Režisér Essex si pro svou verzi scénáře přepsal původní Spillaneovu předlohu.

- Druhá adaptace vznikla v roce 1982 v režii Richarda T. Heffrona s Armandem Assantem v roli Hammera. Scénář napsal Larry Cohen.